# 聖馬丁德波雷斯區

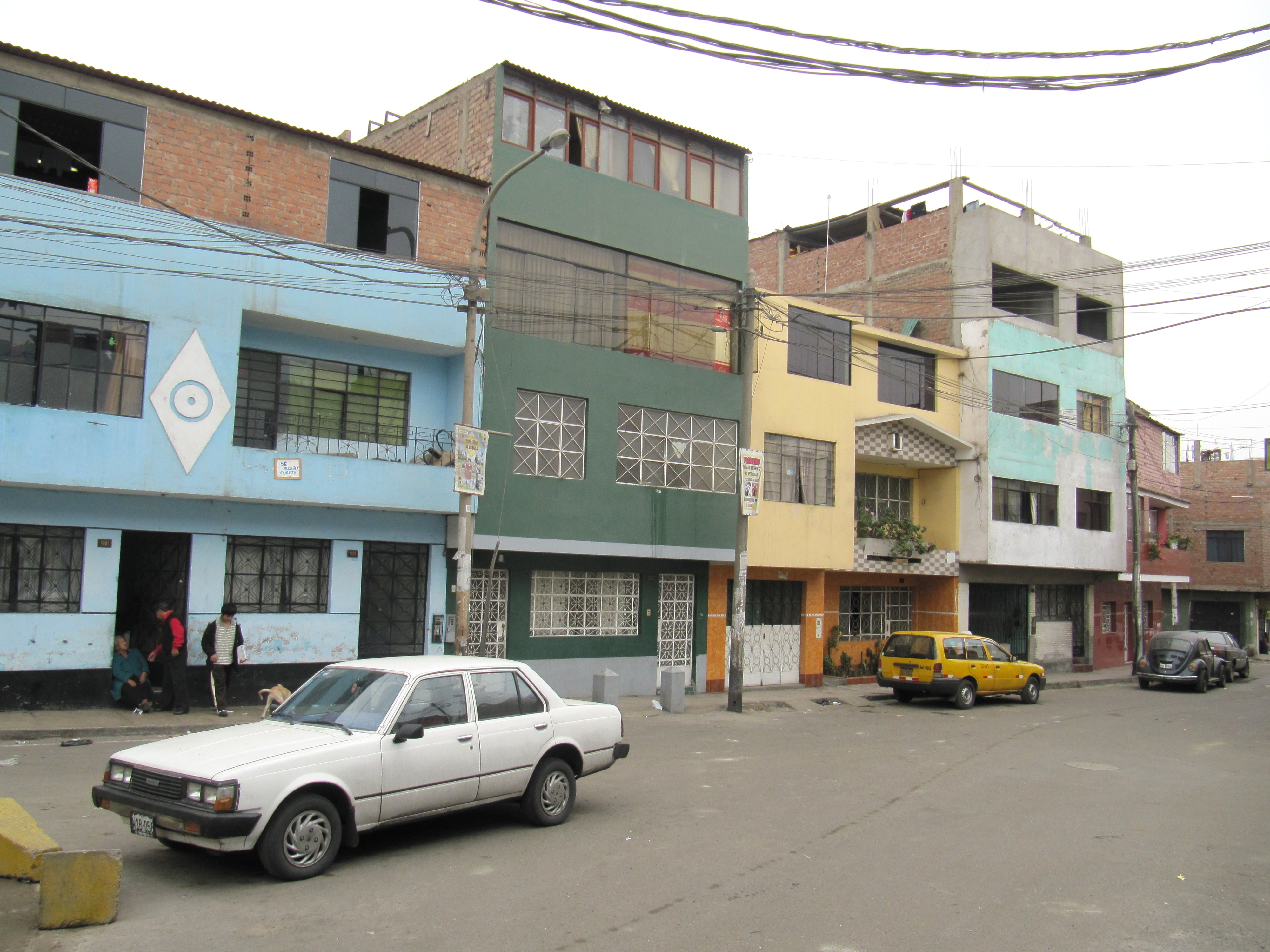

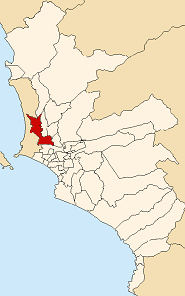

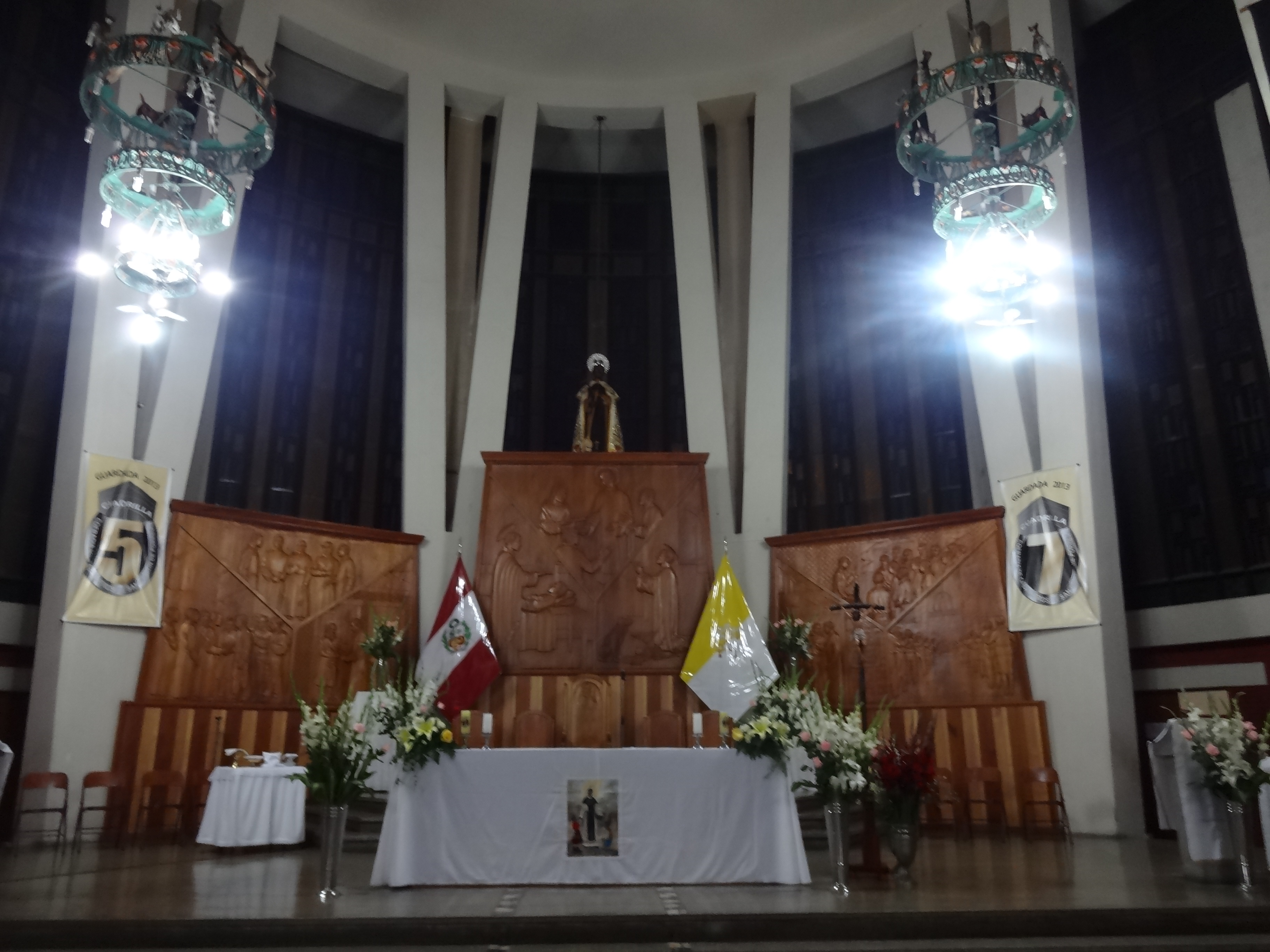

11°59′38″S 77°05′45″W / 11.99389°S 77.09583°W
聖馬丁德波雷斯區（西班牙語：Distrito de San Martín de Porres），是秘魯的一個區，位於該國西部利馬大區的利馬省，始建於1950年5月22日，面積36.91平方公里，海拔高度123米，2005年人口525,155，人口密度每平方公里14,000人。